# San Martín Zapotitlán
San Martín Zapotitlán es un municipio del departamento de Retalhuleu de la región sur-occidente de la República de Guatemala. Celebra su fiesta titular el 11 de noviembre de cada año en honor a su santo patrono Martín de Tours. Tiene una extensión territorial de 24 km², lo que lo convierte en el municipio más pequeño que tiene el departamento de Retalhuleu. En este municipio fueron inaugurados tres de los seis centros recreativos del IRTRA, los cuales son Xetulul, Xocomil y Xejuyup.
Después de la Independencia de Centroamérica en 1821, Cuyotenango fue designado como sede del circuito homónimo en el distrito N.º11 (Suchitepéquez) para la impartición de justicia por el entonces novedoso sistema de juicios de jurados en el Estado de Guatemala, y San Martín Zapotitlán fue asignado a este circuito.
En 1838 pasó al Estado de Los Altos, el cual fue aprobado por el Congreso de la República Federal de Centro América en ese mismo año. En el nuevo estado hubo constantes revueltas campesinas y tensión con Guatemala, hasta que las hostilidades estallaron en 1840, y el general conservador mestizo Rafael Carrera recuperó la región para Guatemala.
En el municipio se encuentran ubicados los tres centros recreativos más importantes del Instituto de Recreación de los trabajadores del sector privado de Guatemala (IRTRA), que son Xetulul, Xocomil y Xejuyup.

## Subdivisiones
San Martín Zapotitlán se divide en 12 pequeños centros poblados reconocidos.
| #  | Nombre                    | Clasificación | Población (aproximada) |
| -- | ------------------------- | ------------- | ---------------------- |
| 1  | San Martín Zapotitlán (*) | Pueblo        | 2560 hab.              |
| 2  | Armenia Ortiz             | Aldea         | 1780 hab.              |
| 3  | El Zapote                 | Aldea         | 1670 hab.              |
| 4  | San Carlos                | Finca         | 680 hab.               |
| 5  | Ceiba Blanca              | Aldea         | 1120 hab.              |
| 6  | Balcones                  | Aldea         | 890 hab.               |
| 7  | Maricán                   | Cantón        | 830 hab.               |
| 8  | San Antonio Ortíz         | Comunidad     | 600 hab.               |
| 9  | Ajaxá                     | Aldea         | 500 hab.               |
| 10 | La Loma                   | Comunidad     | 410 hab.               |
| 11 | Santa Teresita            | Caserío       | 400 hab.               |
| 12 | Esquipulas                | Aldea         | 1130 hab.              |

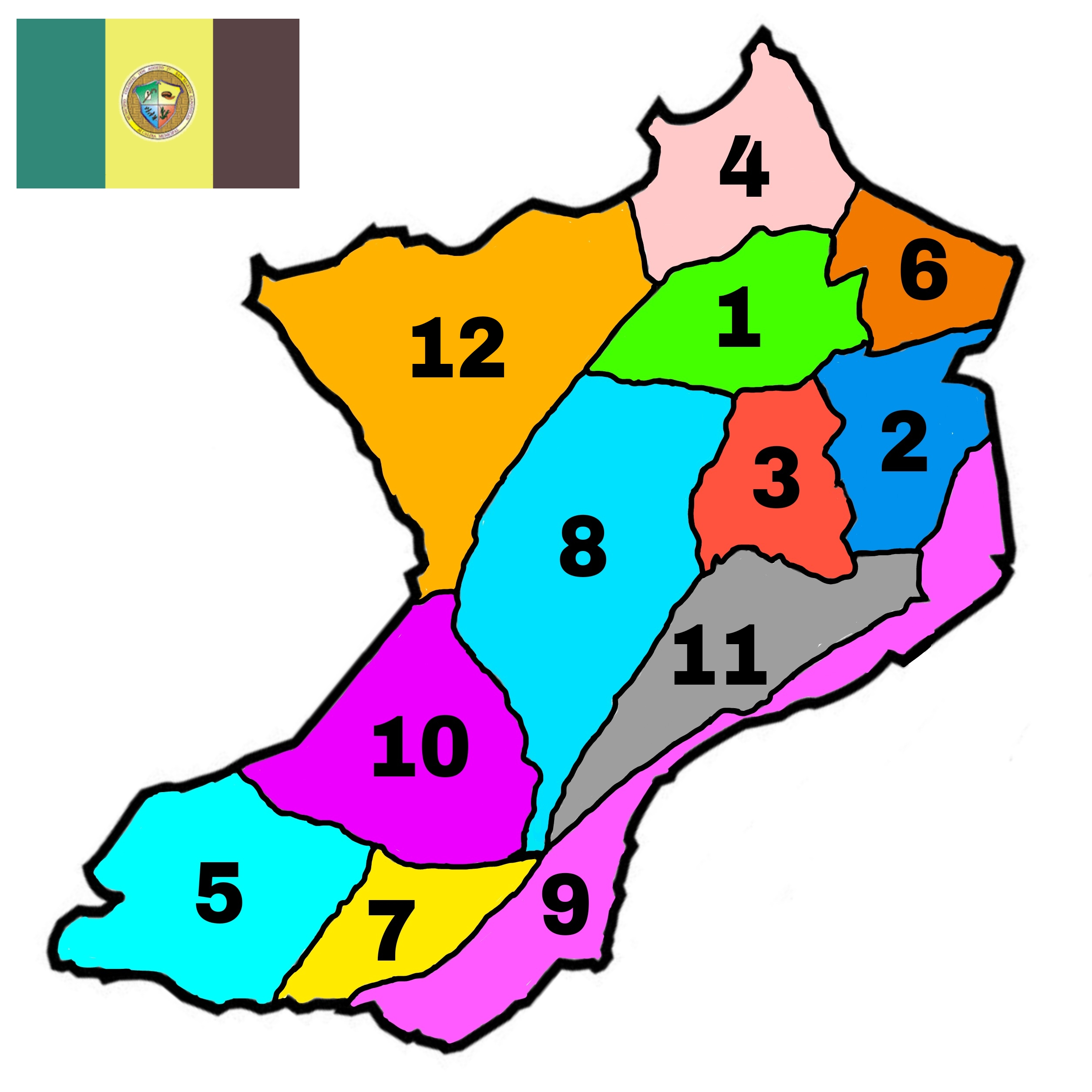
Mapa de San Martín Zapotitlán y sus centros poblados.

(*) La cabecera del municipio de San Martín Zapotitlán es un pueblo con el mismo nombre.

## Toponimia
Muchos de los nombres de los municipios y poblados de Guatemala constan de dos partes: el nombre del santo católico que se venera el día en que fueron fundados y una descripción con raíz náhuatl; esto se debe a que las tropas que invadieron la región en la década de 1520 al mando de Pedro de Alvarado estaban compuestas por soldados españoles y por indígenas tlaxcaltecas y cholultecas.
De esa cuenta, el poblado fue llamado «San Martín» en honor a San Martín Obispo, mientras que el topónimo «Zapotitlán» proviene de los términos náhuatl «Zapotl» (español: «zapote») y «tlán» (español: «abundancia»), por lo que quiere decir «lugar donde abundan zapotes».[cita requerida]

## Geografía física

### Ubicación geográfica
San Martín Zapotitlán está en el departamento de Retalhuleu y se encuentra a una distancia de 11 km de la cabecera departamental Retalhuleu. Está rodeado por municipios del dicho departamento:
- Norte y oeste: San Felipe
- Sur: Santa Cruz Muluá
- Este: San Andrés Villa Seca

|                   | Norte: San Felipe     |                             |
| Oeste: San Felipe |                       | Este: San Andrés Villa Seca |
|                   | Sur: Santa Cruz Muluá |                             |

## Gobierno municipal
Los municipios se encuentran regulados en diversas leyes de la República, que establecen su forma de organización, lo relativo a la conformación de sus órganos administrativos y los tributos destinados para los mismos.  Aunque se trata de entidades autónomas, se encuentran sujetos a la legislación nacional y las principales leyes que los rigen desde 1985 son:
| N.º | Ley                                                | Descripción |
| --- | -------------------------------------------------- | --- |
| 1   | Constitución Política de la República de Guatemala | Tiene una regulación legal específica para los municipios en los artículos 253 al 262. |
| 2   | Ley Electoral y de Partidos Políticos              | Ley de carácter constitucional aplicable a los municipios en el tema de la conformación de sus autoridades electas. |
| 3   | Código Municipal                                   | Decreto 12-2002 del Congreso de la República de Guatemala. Tiene la categoría de ley ordinaria y contiene preceptos generales aplicables a todos los municipios, e inclusive contiene legislación referente a la creación de los municipios.             |
| 4   | Ley de Servicio Municipal                          | Decreto 1-87 del Congreso de la República de Guatemala. Regula las relaciones entra la municipalidad y los servidores públicos en materia laboral. Tiene su base constitucional en el artículo 262 de la constitución que ordena la emisión de la misma. |
| 5   | Ley General de Descentralización                   | Decreto 14-2002 del Congreso de la República de Guatemala. Regula el deber constitucional del Estado, y por ende del municipio, de promover y aplicar la descentralización y desconcentración económica y administrativa.                                |

El gobierno de los municipios está a cargo de un Concejo Municipal mientras que el código municipal —ley ordinaria que contiene disposiciones que se aplican a todos los municipios— establece que «el concejo municipal es el órgano colegiado superior de deliberación y de decisión de los asuntos municipales […] y tiene su sede en la circunscripción de la cabecera municipal»; el artículo 33 del mencionado código establece que «[le] corresponde con exclusividad al concejo municipal el ejercicio del gobierno del municipio».
El concejo municipal se integra con el alcalde, los síndicos y concejales, electos directamente por sufragio universal y secreto para un período de cuatro años, pudiendo ser reelectos.
Existen también las Alcaldías Auxiliares, los Comités Comunitarios de Desarrollo (COCODE), el Comité Municipal del Desarrollo (COMUDE), las asociaciones culturales y las comisiones de trabajo. Los alcaldes auxiliares son elegidos por las comunidades de acuerdo a sus principios y tradiciones, y se reúnen con el alcalde municipal el primer domingo de cada mes, mientras que los Comités Comunitarios de Desarrollo y el Comité Municipal de Desarrollo organizan y facilitan la participación de las comunidades priorizando necesidades y problemas.
Los alcaldes que ha habido en el municipio son:
- 2012-2016: César Martínez[8]
- 2016-2020: Blanca Estela Mendoza
- 2020-2024: Blanca Estela Mendoza

## Historia
Los primeros pobladores que habitaron en la región fueron de raza zunil en la época precolombina.[cita requerida]

### Tras la Independencia de Centroamérica
Después de la Indepednencia de Centroamérica en 1821, Cuyotenango fue designado como sede del circuito homónimo en el distrito N.º11 (Suchitepéquez) para la impartición de justicia por el entonces novedoso sistema de juicios de jurados cuando el Estado de Guatemala se constituyó oficialmente en 1825; el circuito de Cuyotenango incluía a San Andrés Villa Seca, San Martín Zapotitlán y San Felipe.

### El efímero Estado de Los Altos

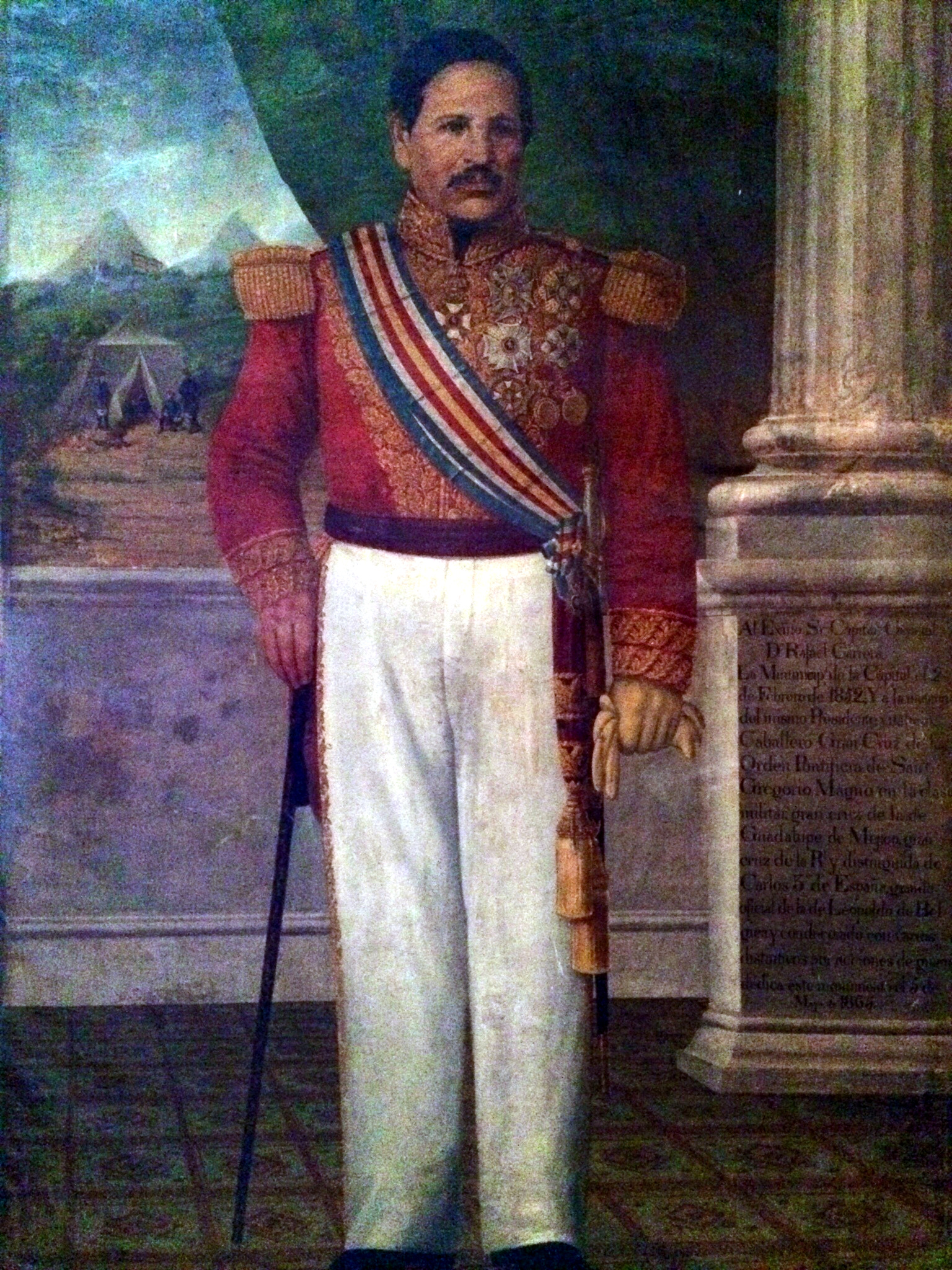
Retrato oficial del capitán general Rafael Carrera con la banda presidencial con los colores de la bandera de Guatemala instituida en 1858. En 1840 retomó por la fuerza el Estado de los Altos al que pertenecía San Martín Zapotitlán y derrotó al presidente de la República Federal de Centro América, el general hondureño Francisco Morazán.

A partir del 3 de abril de 1838, San Martín Zapotitlán fue parte de la región que formó el efímero Estado de Los Altos y que forzó a que el Estado de Guatemala se reorganizara en siete departamentos y dos distritos independientes el 12 de septiembre de 1839: 
- Departamentos: Chimaltenango, Chiquimula, Escuintla, Guatemala, Mita, Sacatepéquez, y Verapaz
- Distritos: Izabal y Petén[10]

La región occidental de la actual Guatemala había mostrado intenciones de obtener mayor autonomía con respecto a las autoridades de la ciudad de Guatemala desde la época colonial, pues los criollos de la localidad consideraban que los criollos capitalinos que tenían el monopolio comercial con España no les daban un trato justo.  Pero este intento de secesión fue aplastado por el general Rafael Carrera, quien reintegró al Estado de Los Altos al Estado de Guatemala en 1840 y luego venció contundentemente al presidente de la República Federal de Centro América, el general liberal hondureño Francisco Morazán en la Ciudad de Guatemala unos cuantos meses después.
Hasta ese momento el municipio de San Martín Zapotitlán formaba parte del departamento de Suchitepéquez y fue integrado al departamento de Retalhuleu el 16 de octubre de 1877.

## Lugares turísticos

### Xetulul
Localizado a 3 minutos del parque central de San Martín Zapotitlán.
Este es el lugar turístico más reconocido e importante, tanto a nivel municipal como departamental. Según datos oficiales, Xetulul recibe en promedio a 1 000 000 de visitantes al año. Este parque de diversiones le pertenece a la empresa privada IRTRA.

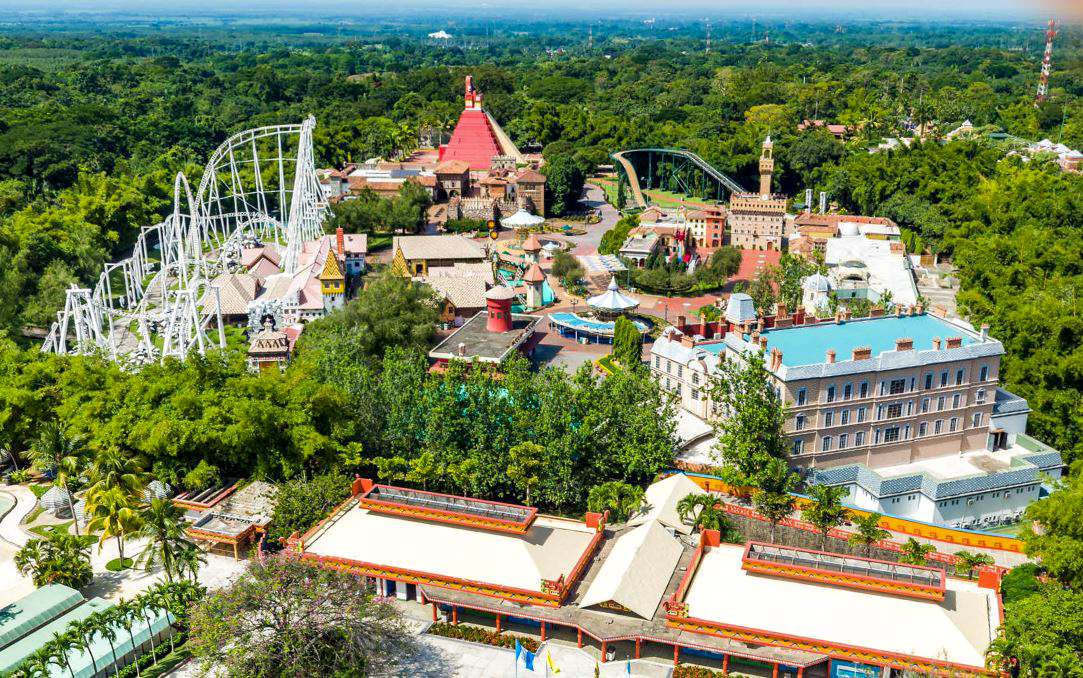
Parque Tematico Xetulul

### Xocomil
También perteneciente al IRTRA, Xocomil es un parque acuático cercano a Xetulul, es el segundo lugar turístico más famoso de San Martín Zapotitlán, fue inaugurado en el año de 1998.

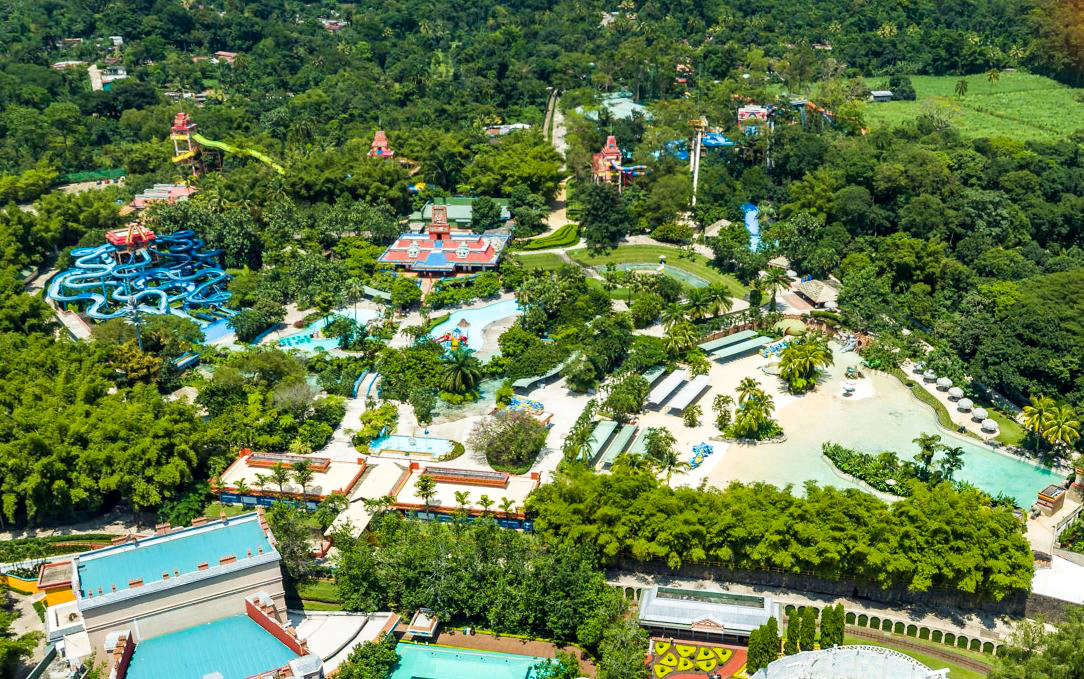
Parque Acuatico Xocomil

### Xejuyup
Localizado a poca distancia de los dos parques ya mencionados. Xejuyup es un parque con temática de selva y naturaleza, fue inaugurado en el año de 2019. Este parque también le pertenece a la empresa privada IRTRA.

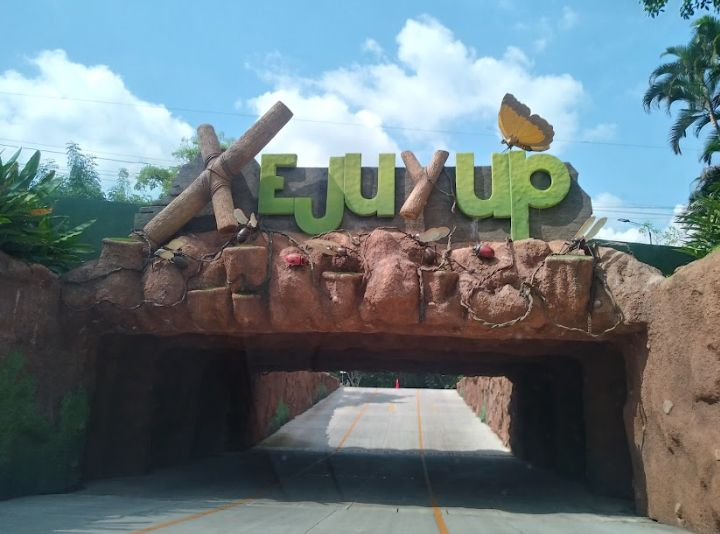
Parque Tematico Xejuyup